# Angkor (album)
Angkor (The 34th album composed by Michel Huygen) is een studioalbum van Michel Huygen. Hij nam het album op in zijn Neuronium Studio in Barcelona, de studionaam verwijst naar de groepsnaam Neuronium, waarvan hij enig lid is.
De titel verwijst naar Angkor in Cambodja, een boeddhistisch heiligdom. Het is het resultaat van een reis door het gebied van Indochina, die de muzikant had afgelegd. Het gebied met al zijn culturele rijkdommen was ook het toneel van oorlog en onderdrukking. De muziek is zelfs voor Huygens doen erg meditatief. Het album heeft een subtitel Extreme meditation volume 1 en achter op de hoes wordt nog vermeld "Flying music for deep meditation". Deel 2 werd Irawadi en deel 3: Krung Thep.

## Musici
Michel Huygen speelt alle instrumenten.

## Tracks
| Nr. | Titel                   | Duur  |
| --- | ----------------------- | ----- |
| 1.  | Siem Reap (Huygen)      | 7:23  |
| 2.  | Naga (Huygen)           | 4:26  |
| 3.  | Ta Prohm (Huygen)       | 8:18  |
| 4.  | Bayon (Huygen)          | 7:41  |
| 5.  | Apsaras (Huygen)        | 4:28  |
| 6.  | After the rain (Huygen) | 12:08 |
| 7.  | Angkor Wat (Huygen)     | 12:26 |